# Bill Terry
William Harold Terry (30 de octubre de 1898 -9 de enero de 1989) fue un jugador y entrenador de béisbol de Grandes Ligas. Considerado uno de los mejores jugadores de todos los tiempos, es miembro del Salón de la Fama desde 1954. Fue el último bateador de la Liga Nacional en terminar una temporada con un promedio ofensivo de .400 o más (.401 en 1930).

## Carrera en Grandes Ligas: Campeón de bateo en 1930
En 1930, Terry tuvo una temporada histórica. Terminó como campeón de bateo de la Liga Nacional con .401, único en batear sobre .400 desde que lo hiciera Rogers Hornsby en 1925 y el último jugador de la Liga Nacional en conseguirlo. Solo Ted Williams en 1941, con los Boston Red Sox de la Liga Americana, ha bateado .400 desde entonces. Terry, además, lideró la Liga en hits con 254, empatando el récord de la Liga impuesto por Lefty O´Doul en 1929. Terminó séptimo en slugging (.619), sexto en carreras anotadas (139) y lideró la Liga en los renglones defensivos de outs realizados y asistencias como primera base. Como quiera que no existía el premio oficial del MVP de la temporada, Terry ganó el MVP de la Liga Nacional entregado por The Sporting News.

## Otra gran temporada: 1931
Aunque Bill Terry nunca volvió a alcanzar los números de 1930, tuvo otra gran temporada en 1931. Lideró la Liga en carreras anotadas con 121 y en triples con 20 mientras promediaba para .349 con 112 carreras impulsadas. En la temporada de 1922, Terry logró su mayor número de jonrones para una serie con 28, con .350 de promedio y 117 carreras impulsadas. Además, fue nombrado mánager del equipo a comienzos de junio, en reemplazo del legendario John Mcgraw.

## Campeón de la Liga Nacional y ganador de la Serie Mundial
En 1933, la primera temporada completa de Bill Terry como manager/jugador de los Gigantes de Nueva York, el equipo ganó el campeonato de la Liga Nacional y la Serie Mundial, frente a los Senadores de Washington cuatro juegos a uno. Como jugador, Terry perdió un mes a inicios de la temporada por una lesión, aun así, logró promediar para .322. Fue igualmente, la primera temporada donde se celebró el Juego de Estrellas para el cual Terry fue elegido como regular y en el que conectó dos hits. En la Serie Mundial, Terry conectó 6 hits en 22 turnos al bate, incluido un cuadrangular en el cuarto juego frente a Monte Weaver.

## Sus números en las Ligas Mayores
En sus 14 años de carrera profesional en las Mayores, Terry logró anotar 100 o más carreras en siete temporadas, impulsó 100 o más carreras en seis, conectó 200 o más hits en otras seis temporadas y logró promediar para .320 o más en durante nueve temporadas consecutivas (1927-1935). Además conectó 20 o más jonrones en 3 temporadas incluyendo su récord de 28 en 1932. Terry se retiró con 1,120 carreras anotadas, 154 cuadrangulares y 1,078 carreras impulsadas. 

## Fallecimiento
Bill Terry falleció el 9 de enero de 1989, en su hogar en Jacksonville, Florida.